# Periscelis winnertzi
Periscelis winnertzi is een vliegensoort uit de familie van de Periscelididae. De wetenschappelijke naam van de soort is voor het eerst geldig gepubliceerd in 1862 door Egger.